# زنان فضل‌فروش مضحک

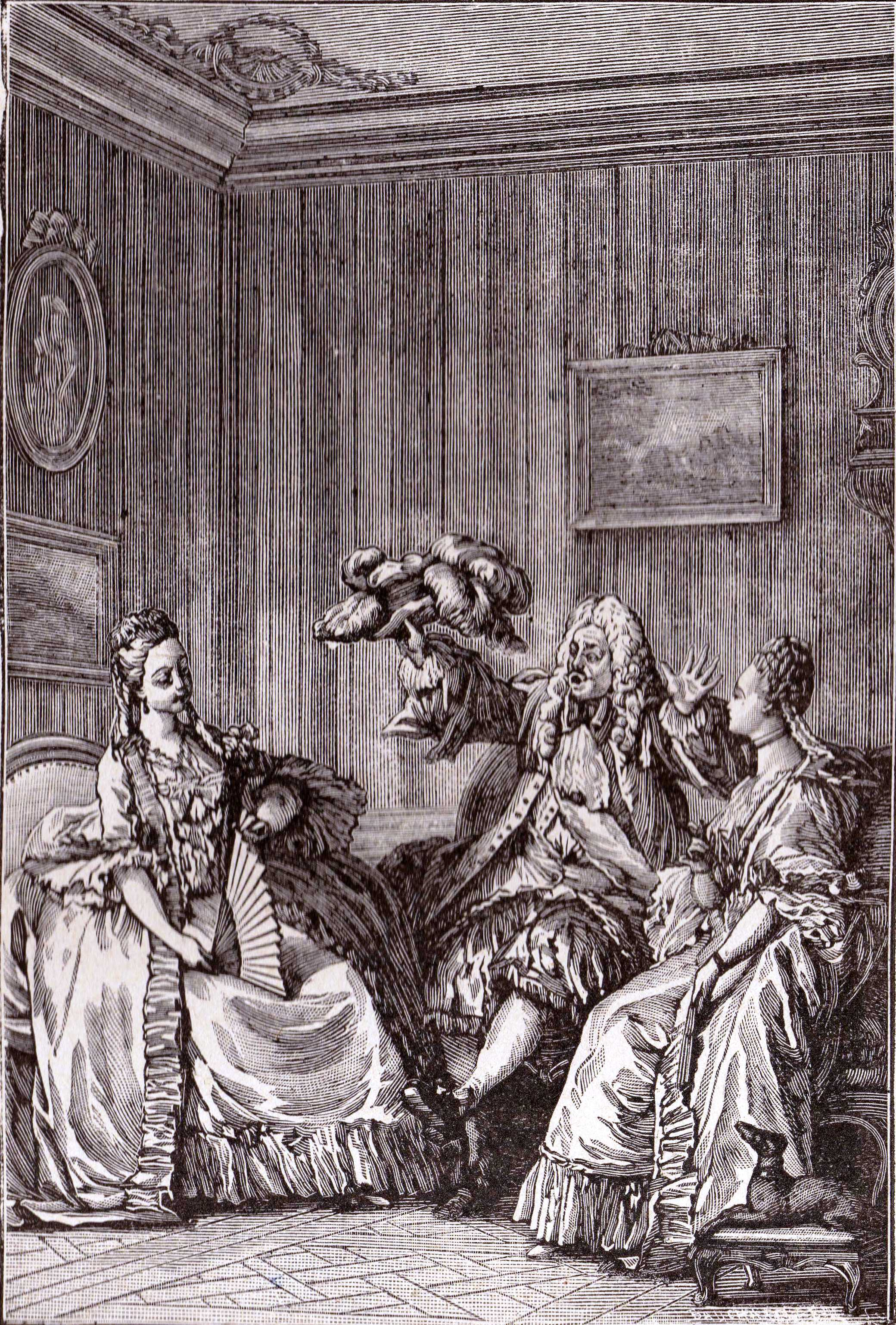
زنان فضل‌فروش مضحک، صحنه ۹ توسط مورو لو ژون.

زنان فضل‌فروش مضحک یا تصنع گرایان مضحک (به فرانسوی: Les Précieuses ridicules) عنوان نمایش‌نامه‌ای از مولیر در قرن هفدهم است که در سال ۱۶۵۹ نوشته و در تئاتر دو پتی بوربون در پاریس اجرا شد.
اجرای موفقیت‌آمیز این کمدی سبب حمایت لوئی چهاردهم از مولیر شد. مولیر در این اثر محافل ادبی را که بیش از سی سال از فعالیت‌شان می‌گذشت، مورد نقد قرار می‌دهد و از نگاه طنز به رفتارهای تصنعی آنان که بر خلاف جریان فکری رایج بود، می‌پردازد. این نمایش‌نامه در یک پرده و هفده صحنه نوشته شده‌است.